# Natura 2000-område nr. 164 Hov Vig
Natura 2000-område nr. 164 Hov Vig  er et Natura 2000-område der består af  fuglebeskyttelsesområde nr.  F97 og  har et areal på  240 hektar, hvoraf  19 % er marint, og 181 ha er statsejet.  Natura 2000-området ligger   i Vandområdedistrikt II Sjælland  i vandplanomåde 2.2 Isefjord og Roskilde Fjord, i  Odsherred Kommune. 

## Områdebeskrivelse
Området består af inddigede, lavvandede, næsten ferske laguner. Vandområdet er omgivet af rørskove, enge og blandet krat på østsiden og nåleskovsplantage på vestsiden. Et mindre område af Isefjord ud for dæmningen  er også inkluderet i Natura 2000-området. Selve Hov Vig er opstået ved inddæmning af en tidligere bugt med henblik på landvinding, men siden 1902 har området været vanddækket. Søen er med  dæmninger inddelt i 2 store og 3 mindre bassiner. Vanddybden er generelt under en halv meter. I den sydlige del findes dog en smal rende med dybder op til 2 m. Vandet i Hov Vig har et højt indhold af planteplankton, domineret af grøn-og blågrønalger. Undervandsvegetation forekommer, bl.a. er der en del børstebladet vandaks og kransnålalger. Der er udbredte rørbevoksninger især i og omkring den nordlige del af søen. Ud over udpegningsgrundlagets to trækfugle skeand og hvinand giver Hov Vig-området i vinterhalvåret en lang række rastende vandfugle gode livsbetingelser.

## Fredninger
Det meste af området er   fredet af flere gange. I 1947 fik områdets ejer, grosserer Hans Alex Petersen, foretaget en fredningsdeklaration på Hov Vig. Det skete af hensyn til ”Omraadets værende rige og interessante Dyre- og Planteliv”. Den blev afløst af en ny i 1964 og omfatter i alt 130 hektar. I 1979 købte staten hele området, og som en konsekvens heraf fik området status som naturvidenskabeligt reservat. Der er således jagtforbud. Hov Vig forvaltes af Odsherred Statsskovdistrikt, der foretager naturpleje i området.